# Sein oder Nichtsein (1983)
Sein oder Nichtsein ist eine Neuverfilmung des gleichnamigen Klassikers von 1942. Der satirische Film spielt im Warschau vor und während des Zweiten Weltkrieges.

## Handlung
Polen, Sommer 1939, am Vorabend des deutschen Überfalles auf Polen. Das Ehepaar Frederick und Anna Bronski sind die Stars des „Bronski-Theaters“ in Warschau, doch ihre Ehe kriselt unter ihrem Beruf, da Anna wesentlich mehr offene Anerkennung erntet als Frederick. Dann muss Frederick Bronski auf Druck des polnischen Außenministeriums auch noch seine neue Revue absagen, in der er eine Hitlerparodie gibt; stattdessen gibt er „Höhepunkte aus Hamlet“. Der junge polnische Armeepilot Andre Sobinski schwärmt für Anna und verabredet sich mit ihr hinter der Bühne, mit Hamlets Monolog Sein oder Nichtsein als Stichwort. Bronski bemerkt diese heimlichen Treffen, erkennt aber ihren Grund nicht.
Als die Deutschen wenige Tage später in Polen einmarschieren, wird auch das Bronski-Theater von der Nazidiktatur betroffen und muss durch dessen Einfluss mehr und mehr seiner besten Stücke aus dem Programm streichen. Frederick und Anna Bronski werden aus ihrer Villa vertrieben, die zum Hauptquartier der Gestapo umfunktioniert wird, und müssen sich eine kleine Wohnung mit Annas Garderobier Sascha teilen.
In England hingegen geht der polnische Widerstand weiter, sowohl militärisch als auch moralisch, mit dem bekannten Professor Siletski als Vertreter des Letzteren. In Wirklichkeit ist Siletski aber ein hochrangiger deutscher Agent, der mit einer Namensliste nach Warschau kommt, um den polnischen Widerstand zu vernichten. Andre, der aus Polen entkommen konnte, kehrt im Auftrag der Royal Air Force und des MI5 in seine besetzte Heimat zurück, um Siletski abzufangen, und bittet Anna um Hilfe. Das gesamte Ensemble des Bronski-Theaters versucht, die Nazis um Gestapochef Erhardt mit einem Verwirrspiel hereinzulegen und dem Verräter die Liste zu entreißen. Die größte Rolle bei dieser Aktion fällt Frederick Bronski zu, der mithilfe seiner Verkleidungen und seines schauspielerischen Könnens, gemischt mit einer Portion Verzweiflung und der ständig drohenden Gefahr der Enttarnung, sowohl Siletski (der bei der Sache umkommt) als auch Erhardt ein Schnippchen schlagen muss und dabei auch seine Ehe mit Anna wieder kittet.
Als Adolf Hitler nach Warschau kommt, soll das Bronski-Theater der versammelten Nazi-Prominenz eine Extravorstellung geben. Nun muss die Truppe ihre ganze Schauspielkunst aufbringen, um die Flucht nach England zu organisieren. Obwohl sich einige schwerwiegende Hindernisse auftun (wie etwa, dass die jüdische Garderobiere des Theaters ihre gesamte Bekanntschaft im Theatergebäude versteckt hat), gelingt am Ende allen die Flucht. Die Bronski-Truppe erhält als Belohnung die Erlaubnis, in England zu spielen, und Andre hat seine Leidenschaft für Anna zurückgesteckt – doch gibt es einen anderen Besucher, der sich mitten im Sein oder Nichtsein aus dem Saal begibt ...

## Kritik
Stefanie Dieckmann auf jump cut: „Ein unerfreulicher Film, und das ist noch zurückhaltend formuliert. Das Verhältnis, das Mel Brooks' Sein oder Nichtsein zu der berühmten Vorlage von 1942 unterhält, ist weder eines der Nachahmung noch eines der Überbietung, sondern eine Mischung von beidem: in manchen Momenten sklavische Kopie, in anderen (den meisten) bemüht, witziger, spannender, mit einem Wort: besser zu sein als das Original, was insgesamt 106 Minuten in Anspruch nimmt und nicht eine einzige lang unterhaltsam ist.“
Das Lexikon des Internationalen Films dagegen urteilte, es sei eine Wiederverfilmung, „die zwar stellenweise in Klamauk ausartet, insgesamt jedoch dem tragikomischen Stoff gerecht wird.“
Reclams Filmführer urteilt: Trotz „nicht immer geschmackssicheren Effekten ... entstand wiederum eine Komödie, die auf akzeptable Weise mit dem Entsetzen Scherz treibt.“ Der Film wirke „eher wie eine Hommage an Lubitsch als wie eine typische Brooks-Komödie.“
Hellmuth Karasek schrieb im Spiegel, Brooks könne zwar „das raffinierte Geflecht von Anspielungen, running gags, Wiederholungen und Steigerungen in die Vergröberung nicht ganz hinüberretten […]. Doch wie der in die Jahre gekommene Mel Brooks und seine, höflich ausgedrückt: voll erblühte Frau Anne aus der Seitensprungkomödie einen derb rührenden Slapstick machen, das ist auch für den Zuschauer umwerfend komisch, der sich nach dem raffinierten Parfüm des Originals zurücksehnt.“

## Trivia
- Auf dem Soundtrack-Album, jedoch nicht im Film selbst, war der Song To Be or Not to Be (The Hitler Rap) enthalten. Der Song wurde als Single ausgekoppelt und dazu ein eigenes Video gedreht, in dem Mel Brooks als Adolf Hitler auftrat, rappte und Breakdance tanzte. Die Single entwickelte sich zu einem Hit in mehreren europäischen Ländern und in Australien, kletterte zum Beispiel im März 1984 bis auf den 12. Platz der britischen Singlecharts.[5] In Deutschland weigerte sich die Plattenfirma Ariola, die Single, auf deren Cover Mel Brooks als Adolf Hitler in einer Nazi-Uniform posierte, in ihren eigenen Presswerken herzustellen. Als Begründung wurde angegeben, es bestehe die Möglichkeit, dass "in nicht aufgeklärtem Zusammenhang [...] der Text nicht von jedem als Satire verstanden wird".[6] Ariola vertrieb allerdings Import-Exemplare, die vom britischen Labels Island Records veröffentlicht wurden. Der WDR zeigte das zugehörige Video in der von ihm produzierten Fernsehsendung Formel Eins, verzichtete nach Zuschauerprotesten jedoch auf eine weitere Ausstrahlung und nahm den Song – wie einige andere ARD-Sender auch – aus dem regulären Radioprogramm.[6] Dennoch wurde die Single auch in Deutschland ein Verkaufsschlager und erreichte im April 1984 Platz 11 der deutschen Charts.[7]
- Charles Durning wurde 1984 für seine Darstellung von Gruppenführer Ehrhardt für den Oscar als Bester Nebendarsteller nominiert.